# Rivière Goulet (rivière Vermillon)
Pour les articles homonymes, voir Goulet.
La rivière Goulet est un affluent de la rivière Vermillon, coulant du côté ouest de la rivière Saint-Maurice, dans la région administrative de la Mauricie, au Québec, au Canada. Le cours de cette rivière traverse les territoires de :
- la ville de La Tuque : canton de Frémont ;
- la MRC de Mékinac : territoire non organisé du Lac-Normand : canton de Sincennes et canton de Dupuis.

Le cours de cette rivière descend des montagnes entièrement en milieu forestier. Depuis la fin du XIXe siècle, la foresterie a été la principale activité économique du bassin versant de la rivière Goulet.

## Géographie
La rivière Goulet prend sa source à l'embouchure du lac Gingras (longueur : 0,7 km ; altitude : 485 km) dans le canton de Frémont. Ce lac de tête est situé en zone montagneuse, du côté ouest du Crique Valley. Cette source est située à :
- 26,6 km au nord de la confluence de la rivière Goulet ;
- 65,3 km au nord-est du centre du village de Manawan ;
- 75 km à l'ouest du centre-ville de La Tuque.

À partir de l'embouchure du lac Gingras, la rivière Goulet coule sur 38,8 km selon les segments suivants :
- 0,9 km vers le sud dans le canton de Frémont, jusqu'à la décharge du lac Kent (venant de l'est) ;
- 3,8 km vers le sud-ouest, en traversant le lac Louise (altitude : 438 km) et en recueillant les eaux de la décharge (venant du nord-ouest) du lac Jacob), jusqu'à la rive nord-est du lac Sam ;
- 1,0 km vers le sud-est, en traversant le lac Sam (altitude : 428 km) ;
- 3,6 km vers le sud, en recueillant les eaux de la décharge (venant du sud-est) du lac Lightning, jusqu'à la limite du canton de Sincennes ;
- 5,1 km (ou 1,0 km en ligne directe) vers le sud-est dans le canton de Sincennes, en contournant la partie nord du lac Canaple et en serpentant jusqu'à la rive ouest de la partie nord de ce dernier lac ;
- 4,2 km vers le sud-est, en traversant le lac Canaple sur sa pleine longueur, jusqu'à son embouchure ;
- 0,4 km vers le sud-est, jusqu'à la limite du canton de Dupuis ;
- 7,2 km vers le sud, en recueillant les eaux de la décharge (venant du nord-est) du lac Désert, jusqu'à la rive nord du lac Jimmy ;
- 0,8 km vers le sud, en traversant le lac Jimmy (longueur : 1,2 km ; altitude : 369 m), jusqu'au barrage situé à son embouchure ;
- 1,5 km vers le sud-ouest, en traversant le lac Léo (longueur : altitude : 369 m), jusqu'à la limite du lac Dupuis ;
- 10,3 km vers le sud-est, en traversant le lac Dupuis (longueur : 11,3 km ; altitude : 369 m), jusqu'à son embouchure qui constitue la confluence de la rivière Goulet[2].

La rivière Goulet se déverse dans une courbe de rivière, sur la rive nord de la rivière Vermillon. Cette confluence est située dans le canton de Dupuis, dans le territoire non organisé du Lac-Normand, dans la municipalité régionale de comté (MRC) de Mékinac. Cette confluence est située à :
- 79,4 km au sud-est de la confluence de la rivière Vermillon ;
- 51,9 km à l'est du centre du village de Manawan ;
- 19,7 km au nord-ouest de la limite de la Réserve faunique du Saint-Maurice.

## Toponymie
Le toponyme rivière Goulet a été officialisé le 5 décembre 1968 à la Commission de toponymie du Québec.